# Pétisó

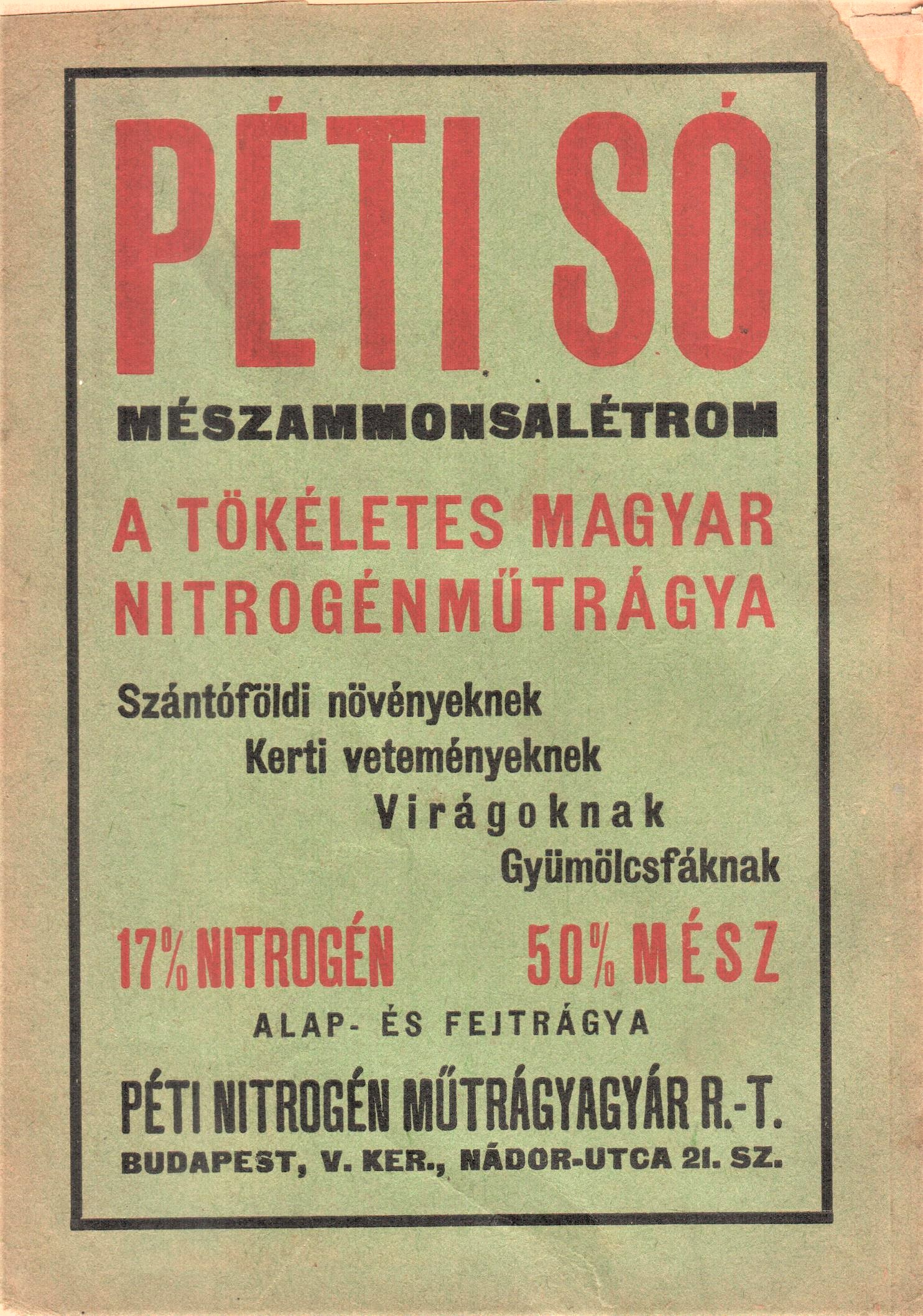
Péti só reklám 1933-ban

A Pétisó (CAN) a pétfürdői Péti Nitrogénművek által 1931-ben kifejlesztett nitrogéntartalmú műtrágya. Kémiai képlete : NH4NO3 + CaMg(CO3)2, hatóanyag-tartalma: ammónium-nitrát, dolomitliszt.
Neve nem árufajta, hanem a pétfürdői Nitrogénművek Vegyipari Zrt. 1932 óta oltalom alatt álló, lajstromozott szóvédjegye.

## Összetétele
EK-műtrágya-előírások szerint:
- 27% nitrogén (N);
- 5% kalcium (Ca), kalcium-oxidban kifejezve: 7% CaO,
- 3% magnézium (Mg), oxidban kifejezve: 5% MgO

## Felhasználása
A Pétisó nitrogénjében azonos arányban van jelen a lassabban ható ammónium-nitrogén, és a gyors hatást biztosító nitrát-nitrogén, ezért alap- és fejtrágyaként minden talajtípusra és növényi kultúrára egyaránt alkalmazható. A nitrogén mellett jelenlévő dolomittartalom csökkenti a talaj savasságát, ezért különösen ajánlott savanyú talajok kezelésére.
A kalcium (magnézium) javítja a talaj szerkezetét, agyag-humin-komplexei révén morzsalékossá teszi (víz-, hő-, levegőmegtartó képessége nő a pórusosság miatt), növeli annak termőképességét. Az ionegyensúly javításával, a többi tápelem felvételét illetve hasznosulását növeli.
Magnéziumtartalma miatt kedvező hatást fejt ki a magnéziumigényes növényi kultúrák – burgonya, cukorrépa, évelő pillangósok, kukorica, repce, zab, kertészeti és gyógynövények – termesztésénél.

## Tárolása
Napfénytől, nedvességtől védett, fedett helyen.

## Javasolt műtrágyázási adagok
- gabona: 250-500 kg/ha
- kukorica: 350-650 kg/ha
- rét, legelő: 400-650 kg/ha
- házikert: 250-500 kg/ha (25-50 dkg/10 m²)

## Kijuttatása
- Előnyös fizikai tulajdonságai alkalmassá teszik a hagyományos, valamint a pneumatikus rendszerű műtrágyaszóró gépekkel történő, egyenletes kijuttatásra, sőt a repülőgépes műtrágyázásra is.

## Előnyei
Az ammóniumnitráthoz képest:
- növeli a termés mennyiségét, javítja minőségét;
- javítja a növény kondícióját, stressztűrő képességét;
- nem savanyító hatású, növeli a talaj pH értékét, termelékenységét;
- a tápanyag nitrogén-hasznosulásának növelése.